# ФК Хартс
Фудбалски клуб Харт оф Мидлотијан (енгл. Heart of Midlothian F.C.), познатији као Хартс (енгл. Hearts), шкотски је фудбалски клуб из Единбурга. Такмичи се у Чемпионшип лиги.
Клуб је основан 1874. године. Утакмице игра на Тајнкасл стадиону капацитета 17.420 места. Боје клуба су борда и бела. Највећи ривал Хартса је Хибернијан.
Хартс је до сада четири пута био првак Шкотске. Седам пута су освајали Куп Шкотске и четири пута Лига Куп.

## Успеси клуба
- Премијер лига

Победник (4): 1894/95, 1896/97, 1957/58, 1959/60.
- Куп Шкотске

Победник (7): 1891, 1896, 1901, 1906, 1956, 1998, 2006, 2012.
- Лига Куп

Победник (4): 1954, 1958, 1959, 1962.